# 島根県道293号高見出羽線
島根県道293号高見出羽線（しまねけんどう293ごう たかみいずはせん）は、島根県邑智郡邑南町を通る一般県道である。

## 概要
邑智郡邑南町高見から邑智郡邑南町出羽に至る。

### 路線データ
- 起点：邑智郡邑南町高見（島根県道・広島県道7号浜田作木線交点、島根県道31号仁摩邑南線終点）
- 終点：邑智郡邑南町出羽（広島県道・島根県道6号吉田邑南線交点）
- 総延長：5,176 m

## 歴史
- 1984年（昭和59年）12月28日 - 島根県告示第1,118号により認定される。

前身は島根県道293号高見三日市線。広島県道・島根県道6号吉田瑞穂線（当時）および本路線の改良により終点が邑智郡瑞穂町三日市（当時）から邑智郡瑞穂町出羽（当時）に移動したことに伴い路線名称の変更が行われた。

## 地理

### 通過する自治体
- 邑智郡邑南町

### 交差する道路
| 交差する道路                                                                                  | 交差する場所 | 交差する場所 |
| --------------------------------------------------------------------------------------------- | ------------ | ------------ |
| 島根県道・広島県道7号浜田作木線 島根県道31号仁摩邑南線 広島県道・島根県道112号三次江津線 重複 | 高見         | 起点         |
| 広島県道・島根県道6号吉田邑南線                                                               | 出羽         | 終点         |

### 沿線
- 邑南町立高原小学校